# Azagra
|  | Per a altres significats, vegeu «Carlos Azagra». |

Azagra és un municipi de Navarra, a la comarca de Ribera del Alto Ebro, dins la merindad d'Estella. Limita al nord amb San Adrián, a l'est amb Peralta i Funes i al sud-oest amb el riu Ebre, (Calahorra i Rincón de Soto a La Rioja).

## Demografia
| Evolució demogràfica                              | Evolució demogràfica | Evolució demogràfica | Evolució demogràfica | Evolució demogràfica | Evolució demogràfica | Evolució demogràfica | Evolució demogràfica | Evolució demogràfica | Evolució demogràfica | Evolució demogràfica |
| 1996                                              | 1998                 | 1999                 | 2000                 | 2001                 | 2002                 | 2003                 | 2004                 | 2005                 | 2006                 | 2007                 |
| ------------------------------------------------- | -------------------- | -------------------- | -------------------- | -------------------- | -------------------- | -------------------- | -------------------- | -------------------- | -------------------- | -------------------- |
| 3 496                                             | 3 507                | 3 524                | 3 530                | 3 756                | 3 802                | 3 792                | 3 767                | 3 785                | 3 793                | 3 735                |
| Fonts: Azagra i Institut d'Estadística de Navarra |                      |                      |                      |                      |                      |                      |                      |                      |                      |                      |

## Topònim
Azagra és l'única població navarresa que té un nom inequívocament d'origen àrab. El topònim deriva de la paraula àrab al sajra, que significa la penya. La localitat se situa al peu d'un turó rocós conegut com la Penya on va haver coves fortificades i un castell.

## Administració
|               |                   |          |
| {1987 - 2007} | Basilio Sanchez   | PSN-PSOE |
| {2007 - }     | Mª Antonia Berisa | PSN-PSOE |

## Agermanaments
- Audenja